# Tairow Ta-3
Die Tairow Ta-3 (russisch Таиров Та-3) war der Prototyp eines sowjetischen, zweimotorigen Jagdflugzeugs aus der Zeit des Zweiten Weltkriegs.

## Entwicklung
Die Ta-3 wurde von Wsewolod Tairow als Mitteldecker mit Doppelleitwerk entworfen. Tairow hatte 1933 das Moskauer Luftfahrtinstitut abgeschlossen, eine Zeitlang im Konstruktionsbüro von Nikolai Polikarpow gearbeitet und wurde 1935 zum Leiter der neugegründeten Versuchskonstruktionsabteilung (Opytny Konstruktorski Otdjel, OKO) in Kiew ernannt. Er konstruierte dort verschiedene Typen, ehe um 1939/1940 die schweren, zweimotorigen Jagdflugzeuge OKO-6 und OKO-6bis – 1941 in Ta-1 umbenannt – als direkte Vorläufer der Ta-3 entstanden. Letztere war auch zur Bekämpfung gegnerischer Bodentruppen vorgesehen und erhielt deshalb mit einer 37-mm- und zwei 20-mm-Maschinenkanonen im Rumpfbug eine recht starke Bewaffnung. Als Antriebe wurden zwei M-89-Doppelsternmotoren von Tumanski mit je 845 kW (ca. 1.150 PS) ausgewählt. Die Flugerprobung begann im Mai 1941 und wurde von J. K. Stankewitsch durchgeführt, der im Laufe der Tests eine Höchstgeschwindigkeit von 580 km/h in 7100 m Höhe erreichen konnte. Kurz darauf mussten die Flüge wegen des deutschen Angriffs ausgesetzt und die Versuchsabteilung mitsamt dem angeschlossenen Werk in den Osten des Landes evakuiert werden.
Im September des Jahres war die Verlegung und Wiedererrichtung des Komplexes soweit abgeschlossen, dass eine Wiederaufnahme der Erprobung erfolgen konnte. Gleichzeitig begann der Bau eines zweiten als Ta-3bis bezeichneten Prototyps. Dieses Exemplar hatte einen auf 12,2 m verlängerten Rumpf erhalten (Ta-3: 9,8 m) und die Spannweite war ebenfalls durch die Verwendung eines vergrößerten Tragflächenmittelstücks auf 14,00 m erhöht worden (Ta-3: 12,65 m). Als Triebwerk wurde der von Arkadi Schwezow entwickelte ASch-82 vorgesehen, dessen Serienproduktion kurz zuvor angelaufen war und der im Vergleich zum M-89 höhere Leistungen aufwies. Am 29. Oktober 1941 aber kam Tairow überraschend bei einem Flugzeugabsturz ums Leben, was die Beendigung des Programms zur Folge hatte.

## Technische Daten
| Kenngröße             | Daten (Ta-3bis)                                  |
| --------------------- | ------------------------------------------------ |
| Besatzung             | 1                                                |
| Spannweite            | 14,00 m                                          |
| Länge                 | 12,2 m                                           |
| Höhe                  | 3,76 m                                           |
| Flügelfläche          | 33,5 m²                                          |
| Flügelstreckung       | 5,9                                              |
| Leermasse             | 4.500 kg                                         |
| Startmasse            | 6.626 kg                                         |
| Antrieb               | zwei luftgekühlte 14-Zylinder-Doppelsternmotoren |
| Typ                   | Schwezow M-82                                    |
| Leistung              | je 1.330 PS (ca. 980 kW)                         |
| Höchstgeschwindigkeit | 600 km/h                                         |
| Steigzeit             | 5 min auf 3000 m Höhe                            |
| Gipfelhöhe            | 11.000 m                                         |
| Reichweite            | 2.065 m                                          |